# Cedric Itten
Cedric Itten (Bázel, 1996. december 27. –) svájci válogatott labdarúgó, a Young Boys csatára.

## Pályafutása

### Klubcsapatokban
Itten a svájci Bázel városában született. Az ifjúsági pályafutását a helyi Black Stars Basel és Old Boys csapataiban kezdte, majd 2007-ben a Basel akadémiájánál folytatta.
2015-ben debütált a Basel első osztályban szereplő felnőtt csapatában. Először a 2016. február 21-ei, Vaduz ellen 5–1-re megnyert mérkőzés 75. percében, Matías Emilio Delgado cseréjeként lépett pályára. Első gólját 2016. április 13-án, a Lugano ellen 4–1-es győzelemmel zárult találkozón szerezte meg. A 2015–16-os idényben a csapattal megszerezte a bajnoki címet. A következő szezonokban a Luzern és a St. Gallen csapataiban szerepelt kölcsönben. 2018 júliusában a lehetőséggel élve a St. Gallenhez szerződött. A 2019–20-as szezonban 34 mérkőzésen elért 19 góljával a góllövőlista második helyére került Jean-Pierre Nsame után.
2020-ban a skót első osztályban érdekelt Rangers csapatához igazolt. 2020. augusztus 9-ei, St. Mirren ellen 3–0-ra megnyert bajnokin debütált. 2021 augusztusa és 2022 januárja között a német Greuther Fürth csapatát erősítette kölcsönben.
2022. július 1-jén négy éves szerződést kötött a Young Boys együttesével. Először 2022. július 16-án, a Zürich ellen 4–0-ra megnyert mérkőzés 63. percében, Meschak Elia cseréjeként debütált, majd megszerezte első gólját is a klub színeiben.

### A válogatottban
Itten az U18-astól az U21-esig minden korosztályban képviselte Svájcot.
2019-ben mutatkozott be a felnőtt válogatottban. 2019. november 15-én, Georgia ellen 1–0-ra megnyert EB-selejtező 71. percében, Albian Ajetit váltva debütált, majd 6 perccel később meg is szerezte első válogatott gólját.

## Statisztika
2023. május 14. szerint.
| Klub           | Szezon   | Bajnokság            | Bajnokság | Bajnokság | Kupa  | Kupa  | Nemzetközi | Nemzetközi | Összesen | Összesen |
| Klub           | Szezon   | Bajnokság            | Mérk.     | Gólok     | Mérk. | Gólok | Mérk.      | Gólok      | Mérk.    | Gólok    |
| -------------- | -------- | -------------------- | --------- | --------- | ----- | ----- | ---------- | ---------- | -------- | -------- |
| Basel          | 2015–16  | Super League         | 11        | 1         | 0     | 0     | 1          | 0          | 12       | 1        |
| Basel          | 2017–18  | Super League         | 10        | 2         | 3     | 1     | 1          | 0          | 14       | 3        |
| Basel          | Összesen | Összesen             | 21        | 3         | 3     | 1     | 2          | 0          | 26       | 4        |
| Luzern         | 2016–17  | Super League         | 28        | 3         | 1     | 0     | 1          | 0          | 30       | 3        |
| Luzern         | 2017–18  | Super League         | 5         | 0         | 0     | 0     | 2          | 0          | 7        | 0        |
| Luzern         | Összesen | Összesen             | 33        | 3         | 1     | 0     | 3          | 0          | 37       | 3        |
| St. Gallen     | 2017–18  | Super League         | 16        | 5         | 0     | 0     | 0          | 0          | 16       | 5        |
| St. Gallen     | 2018–19  | Super League         | 8         | 4         | 2     | 6     | 1          | 0          | 11       | 10       |
| St. Gallen     | 2019–20  | Super League         | 34        | 19        | 2     | 1     | 0          | 0          | 36       | 20       |
| St. Gallen     | Összesen | Összesen             | 58        | 28        | 4     | 7     | 1          | 0          | 63       | 35       |
| Rangers        | 2020–21  | Scottish Premiership | 27        | 4         | 3     | 0     | 7          | 2          | 37       | 6        |
| Rangers        | 2021–22  | Scottish Premiership | 6         | 1         | 2     | 1     | 3          | 0          | 11       | 2        |
| Rangers        | Összesen | Összesen             | 33        | 5         | 5     | 1     | 10         | 2          | 48       | 8        |
| Greuther Fürth | 2021–22  | Bundesliga           | 12        | 2         | 0     | 0     | 0          | 0          | 12       | 2        |
| Young Boys     | 2022–23  | Super League         | 31        | 19        | 3     | 4     | 5          | 0          | 39       | 23       |
| Összesen       | Összesen | Összesen             | 188       | 60        | 16    | 13    | 21         | 2          | 225      | 75       |

### A válogatottban
| Válogatott | Év       | Pályára lépés | Gól |
| ---------- | -------- | ------------- | --- |
| Svájc      | 2019     | 2             | 3   |
| Svájc      | 2020     | 2             | 0   |
| Svájc      | 2021     | 3             | 1   |
| Svájc      | 2023     | 5             | 1   |
| Összesen   | Összesen | 12            | 5   |

#### Góljai a válogatottban
| # | Időpont              | Helyszín                         | Ellenfél  | Gólok | Eredmény | Kiírás               |
| - | -------------------- | -------------------------------- | --------- | ----- | -------- | -------------------- |
| 1 | 2019. november 15.   | Kybunpark, Sankt Gallen, Svájc   | Grúzia    | 1–0   | 1–0      | 2020-as EB-selejtező |
| 2 | 2019. november 18.   | Victoria Stadion, Gibraltár      | Gibraltár | 1–0   | 6–1      | 2020-as EB-selejtező |
| 3 | 2019. november 18.   | Victoria Stadion, Gibraltár      | Gibraltár | 5–1   | 6–1      | 2020-as EB-selejtező |
| 4 | 2021. november 15.   | Swissporarena, Luzern, Svájc     | Bulgária  | 3–0   | 4–0      | 2022-es VB-selejtező |
| 5 | 2023. szeptember 12. | Stade de Tourbillon, Sion, Svájc | Andorra   | 1–0   | 3–0      | 2024-es EB-selejtező |

## Sikerei, díjai
Basel
- Swiss Super League
  - Bajnok (1): 2015–16

 Rangers
- Scottish Premiership
  - Bajnok (1): 2020–21

- Skót Kupa
  - Győztes (1): 2021–22

 Young Boys
- Swiss Super League
  - Bajnok (2): 2022–23, 2023–24

- Svájci Kupa
  - Győztes (1): 2022–23